# Nibutani

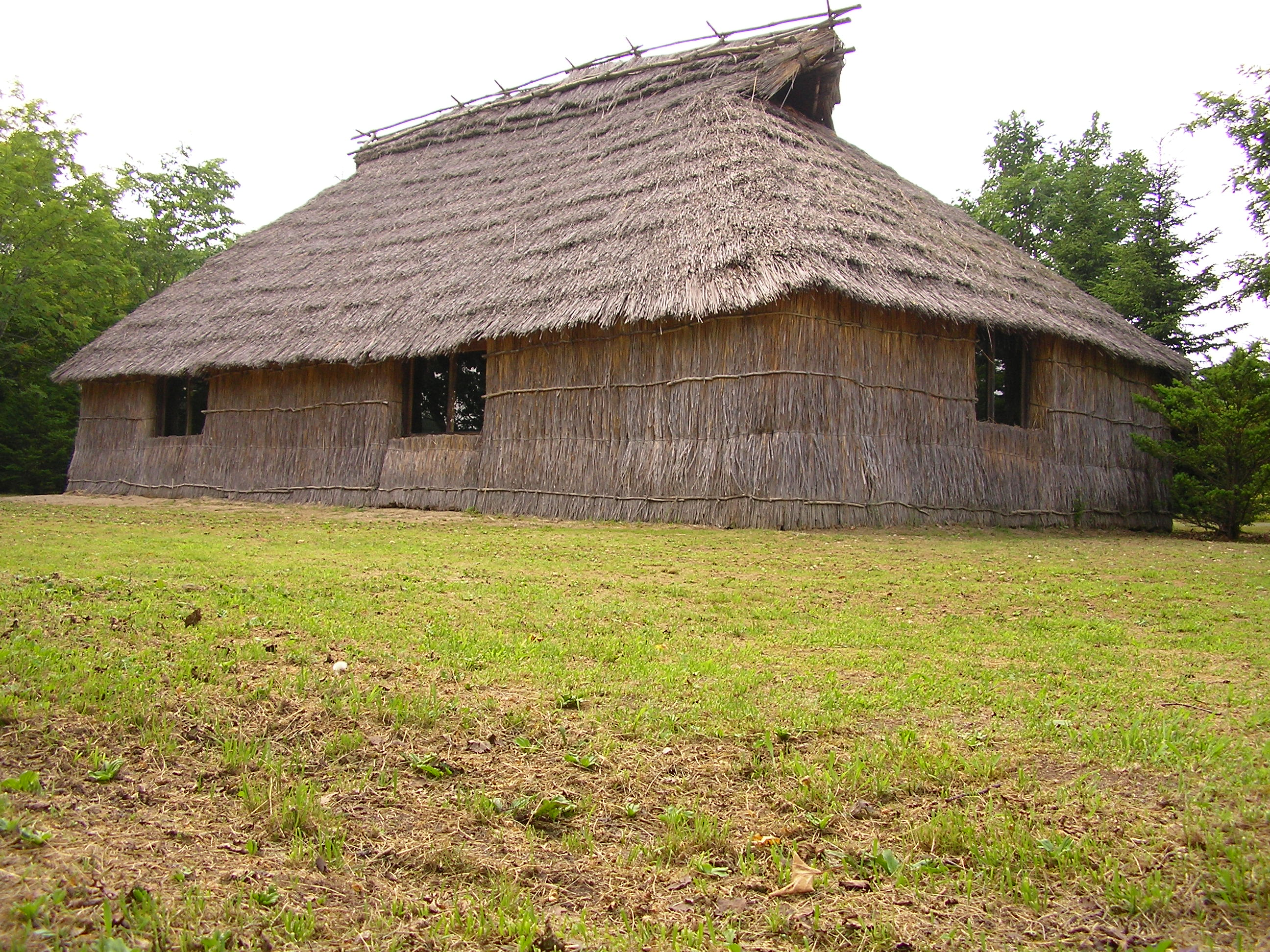
Reconstruction d'une habitation traditionnelle aïnoue (cise, prononcé « tchi-sé »), à l'extérieur du musée de la culture aïnoue de Nibutani.

Nibutani (japonais : 二風谷 ), ou Niptai (en aïnou ニプタイ qui signifie "lieu où beaucoup d'arbres poussent" ), est un quartier de la ville de Biratori, sur l'île de Hokkaidō, au Japon. La population en 2010 était de 395 personnes. Avec plus de 80 % des habitants qui sont de l'ethnie autochtone aïnoue, Nibutani est la ville de Hokkaido avec la plus grande population d'Aïnous.
C'est le site du barrage de Nibutani et la ville natale de Shigeru Kayano. Nibutani est également le site de deux musées aïnous, le « musée aïnou Kayano Shigeru » et le « musée de la culture aïnoue de Nibutani », ainsi que le Nibutani Family Land.
Pendant l'époque d'Edo, les Aïnous de Nibutani ont été emmenés comme esclaves du clan Matsumae à Akkeshi. Les décès liés au travail ont réduit la population orientale des Aïnous, entraînant l'arrivée de main-d'œuvre venue des districts de Saru et de Yūfutsu. 

## Honneurs
L'astéroïde (5135) Nibutani est nommé d'après Nibutani. Ce nom a été suggéré par H. Ueda. La citation de nommage est la suivante :

« Nommé d'après une vallée sacrée pour le peuple autochtone aïnous de Hokkaido. »

— Minor Planet Circular 28621